# Йиглава (район)
Район Йиглава (чеш. Okres Jihlava) — один из 5 районов края Высочина Чехии. Административным центром является город Йиглава. Площадь составляет 1199,32 км², население — 112 950 человек (плотность населения — 94,18 человек на 1 км²). Район состоит из 123 населённых пунктов, в том числе из 5 городов.

## Города
| Город   | Население |
| ------- | --------- |
| Йиглава | 51 234    |
| Тршешть | 5 924     |
| Тельч   | 5 732     |
| Польна  | 5 064     |
| Бртнице | 3 741     |